# Lawn Tennis Fútbol Club
El Lawn Tennis Fútbol Club, conocido como Lawn Tennis, fue un club de fútbol de Perú, de la ciudad de Lima en el Departamento de Lima. Fue fundado el 22 de enero de 1983. Con los años adquirió una identidad propia. En 1997, asciende a la máxima división, para la siguiente temporada. Sin embargo, pierde la categoría. Luego de algunos años en la segunda profesional, el club pierde la desciende y retorna a su liga de origen. Participa hasta el periodo 2009 en la Liga Distrital de Jesús María. Finalmente, por muchos años, Lawn Tennis F.C. se mantiene desafiliado.

## Historia
El Club Lawn Tennis F.C. conocido como tal, con el registro público N° 01848100, era un equipo de fútbol oriundo de Jesús María.  Participó en la  Segunda División Experimental de 1983. Posteriormente, participó en la Segunda División del Perú en 1988 al 1990. El primer presidente del Club fue Juan P. Gallagher.
A partir de 1992, participó en la Segunda División del Perú, el Lawn Tennis en fusión con el Meteor Sport Club bajo el nombre "Meteor-Lawn Tennis" hasta 1994. Sin embargo, para la temporada de 1995 los socios del centenario del club, deciden en asamblea general separar la parte futbolística de su institución, tras lo cual surge el Lawn Tennis Fútbol Club. Debido a que el club Enrique Lau Chun abandonó el torneo por problemas económicos, Lawn Tennis F. C. obtuvo el derecho a participar en el certamen como equipo independiente. Bajo esta denominación continuó participando en la segunda profesional. Impulsado por el gran dirigente y mecenas del fútbol el Sr. Miguel Pellny Guardia
Es así que en 1997 logra campeonar y subir por primera y única vez en su corta historia a la primera división, donde permaneció sólo una temporada. En el torneo de  1998, el club lucha contra Centro Deportivo Municipal por la permanencia en la máxima categoría, en cada partido. En el encuentro clave Lawn Tennis es derrotado por 0 - 2 contra el cuadro edil, perdiendo la categoría. Desde el año 1999, disputa el torneo de segunda división, hasta que, en el 2002, ocupa la 15.ª posición y pierde la categoría regresando a la Copa Perú.
En 2003 empezó su participación en su liga distrital de origen. Fue subcampeón de la Liga de Jesús María y accedió al torneos de Interligas de Lima. Siguió escalando hasta llegar a la liguilla final Grupo A. En el se enfrentó a los Clubes San José Joyeros de Lince y al América Star de San Juan De Lurigancho. Lawn Tennis F.C. no pudo ganar uno de sus dos partidos del grupo y quedó eliminado. Al año siguiente no se presentó en su liga distrital, quedando desafiliado.
Participó pocas temporadas en la Segunda División Distrital y en los torneos de categorías de menores del distrito. Luego, el club desiste en participar y desde entonces no vuelve a los torneos oficiales. 

## Actualidad
A la fecha el Lawn Tennis Fútbol Club no participa en torneos de liga distrital de Jesús María y se encuentra desafiliado. En cambio en los últimos años los exjugadores del club viene participando en campeonatos de fútbol máster, fútbol 11, fútbol 8 y fútbol 7, organizados por otros clubes de la capital. Mantiene su autonomía con respecto al Lawn Tennis de la Exposición. Sin embargo, se espera que vuelva a competir en torneos oficiales de la Copa Perú desde etapa distrital.

## Emblema
Inicialmente, el emblema del club era el mismo del Lawn Tennis de la Exposición. Sin embargo, a partir del 1997 hasta la fecha, la insignia cambió. El diseño es un escudo que dice LTFC con un león y un círculo de estrellas dentro de otro círculo de mayor tamaño. En este nuevo círculo tiene inscrito: Lawn Tennis Fútbol Club y a su vez tiene una estrella en la parte superior con el año 1997, el cual representa el campeonato de la segunda profesional.

## Evolución Indumentaria

### Uniforme Meteor-Lawn Tennis

#### Uniforme Periodos 1992-1994
| Titular 1 | Titular 2 | Titular 3 |  |

### Uniforme Lawn Tennis F.C.

#### Periodos 1983-1991

##### Uniforme Titular
| Titular 1 | Titular 2 | Alterno 1 | Alterno 2 | Titular 3 | Alterno 3 | Titular 4 |  |

#### Periodos 1995-1997

##### Uniforme Titular
| Titular 1 | Titular 2 | Titular 3 | Titular 4 | Titular 5 | Titular 6 |  |

##### Uniforme Alterno
| Alterno 1 | Alterno 2 | Alterno 3 | Alterno 4 | Alterno 5 | Alterno 6 |  |

#### Periodos 1998-2005

##### Uniforme Titular
| Titular 1 | Titular 2 | Titular 3 | Titular 4 | Titular 5 | Titular 6 |  |

##### Uniforme Alterno
| Alterno 1 | Alterno 2 | Alterno 3 | Alterno 4 | Alterno 5 | Alterno 6 |  |

### Uniforme Lawn Tennis F.C. Máster

##### Periodos 2007-presente
| Titular 1 | Alterno 1 | Titular 2 | Alterno 2 | Titular 3 |  |

## Datos del club
- Temporadas en Primera División: 1 (1998).
- Temporadas en Segunda División: 14 (1983, 1986-1991, 1995-1997, 1999-2002).

## Jugadores
| - Jaime Drago. - Abel Lobatón. - Diego Rebagliati. - Juan Dupuy. - Rodolfo Chavarri. - Roberto Mosquera. | - César Rosado. - Miguel del Risco. - Gustavo Gonzales. - Jesús Purizaga. - Rafael Risco. - Eduardo Aguilar. | - Alexander Díaz R. - Rodolfo Chávarry. - Percy Peralta. - Christian Pinedo. - Óscar ‘Payasito’ Calvo. - Martín Duffóo . | - Giancarlo Honores. - José Fernández Salas. - Juan Luna. - Miguel Pellny. - Fernando Espinoza - Roberto ´Titin¨ Drago | - Miguel Drago. - Anderson Oliveira da Silva. - Gregory Del Pino A. - Alessandro Morán. - Víctor Chávez. - Rivelino Muñoz. - Juan Carlos Parra. | - Roberto Salazar. - Luis Carlos Santos. - Jorge Meneses. - Ricardo Cano. - Jair Butrón. - Martín Alva. | - Rivelino Muñoz. - Manuel López. - Graciano del Castillo. - Marco Portilla. - Luiggi Flores. - Rafael Martínez. | - Rubén Agüero. - Eduardo Domínguez. - Marcelo Bauzá. |

## Entrenadores
Lawn Tennis Fútbol Club
- Roberto Drago Maturo (1983)
- Roberto Drago Maturo (1987)

Meteor-Lawn Tennis
- Luis Zacarías (1992-1994)
- Luis Cruzado (1994)

Lawn Tennis Fútbol Club
- Luis Cruzado (1995-1996)
- Alejandro Heredia (1997)
- Fernando Cuéllar (1998)
- Luis Zacarías (1998)
- Carlos Daniel Jurado (1998)
- Luis Zacarías (1999 Samuel Eugenio (1999)
- Rodolfo Chavarry (1999-2000)
- Alejandro Heredia (2001)
- Percy Vílchez (2001)
- Eduardo Aguilar (2001)
- Eduardo Carbonell (2002)
- Roberto Chale / Eusebio Acasuzo (2002)
- Percy Vílchez (2003)

## Datos del club
- Mayor goleada realizada:
  - Lawn Tennis 2:0 Unión Minas (1998)
  - Lawn Tennis 3:1 Unión Minas (1998)
  - Lawn Tennis 2:1 Cienciano (1998)
  - Lawn Tennis 2:1 Deportivo Municipal (1998)
  - Lawn Tennis 8:1 Bella Esperanza (2000)

- Mayor goleada recibida:
  - Lawn Tennis 0:3 Alianza Lima (1998)
  - Lawn Tennis 0:5 Universitario (1998)
  - Lawn Tennis 1:5 Alianza Lima (1998)
  - Lawn Tennis 0:4 Universitario (1998)

- Mejor empate:
  - Lawn Tennis 3:3 Sport Boys (1998)

## Palmarés

### Torneos nacionales
- Segunda División del Perú (1): 1997.
- Tercer Puesto Segunda División del Perú (1): 1995.

## División de Menores
El club Lawn Tennis Fútbol Club, no cuenta con canteras y división de menores propia. La institución dependía de las canteras y división de menores del Lawn Tennis de la Exposición.  

## Nota
Durante el paso de los años, el club adquirió una identidad propia. Las indumentarias del equipo así como, el emblema cambiaron rotundamente. No guardaba relación con el diseño tradicional del Lawn Tennis de la Exposición.